# مذيب البلغم

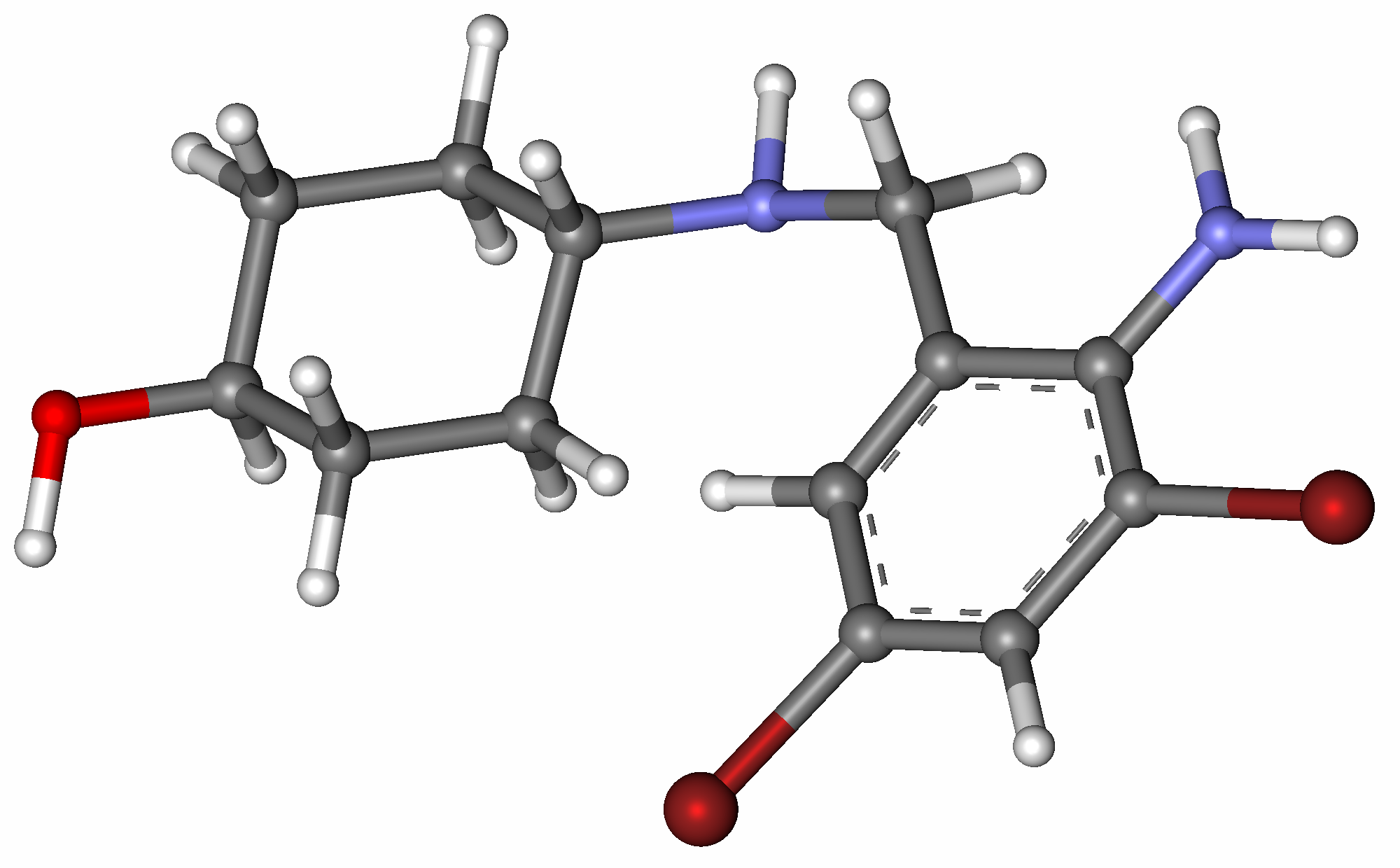

مذيبات البلغم (بالإنجليزية: mucolytic agent)‏ هي صنف من أدوية علاج الإفرازات الشعبية، وهذه أدوية قادرة على إذابة المادة المخاطية الثخينة وتستخدم لعلاج مشاكل متعلقة بالتنفس. هذه الأدوية قادرة على إذابة بعض الأواصر الكيميائية ضمن الإفرازات، وبالتالي تقلل اللزوجة خلال التأثير على المكونات المحتوية على الميوسين.
ملاحظة
إن مصطلح حال للميوسين (بالإنجليزية: mucolytic)‏ يقصد به أي مادة لها تأثير على الميوسين وبضمنها الإنزيم الحال للميوسين (بالإنجليزية: Mucolytic enzyme)‏.

## أمثلة على مذيبات البلغم
- برومهكسين
- أسيتيل سيستئين
- أمبروكسول
- كربوسيستئين
- إردوستئين
- ميسيستئين
- دورناز ألفا